# Paulus von Braun
Paulus Braun, ab 1900 von Braun, (* 21. August 1842 in Kirchheim (Teck); † 16. November 1924 in Tübingen) war ein deutscher evangelischer Theologe.

## Beruf
Nach dem Studium begann Paulus Braun seine berufliche Laufbahn 1867 als Stadtvikar in Reutlingen, im selben Jahr wurde er Repetent am evangelisch-theologischen Seminar in Maulbronn, seit 1870 auch am Wilhelmsstift in Tübingen. 1872 wurde er Pfarrer in Maulbronn, 1875 Lehrer für Evangelische Theologie am Missionshaus in Basel. 1881 dann Diakon in Calw, 1887 Dekan und Stadtpfarrer in Calw. 1896 wechselte er als Stadtpfarrer nach Cannstatt. Im Jahr 1900 wurde Paulus Braun Generalsuperintendent von Schwäbisch Hall, 1913 trat er in den Ruhestand.

## Politik
Die Generalsuperintendenten der evangelischen Landeskirche waren Kraft Amtes privilegierte Mitglieder der Zweiten Kammer des württembergischen Landtags. Paulus Braun trat nach seiner Ernennung deshalb auch am 16. Oktober 1900 in den Landtag ein. Er übte das Amt bis 1912 aus.

## Familie
Paulus Braun war der Sohn des Oberpräzeptors in Kirchheim und späteren Rektor des Pädagogikums in Esslingen Johann Friedrich Braun (1808–1859) und der Elise Thusnelda Friederike Braun geb. Stump (1821–1854) und hatte fünf Geschwister.

## Ehrungen, Nobilitierung
- 1900 Ehrenkreuz des Ordens der Württembergischen Krone, welches mit dem persönlichen Adelstitel (Nobilitierung) verbunden war
- 1906 Kommenturkreuz II. Klasse des Friedrichsordens
- 1912 Kommenturkreuz des Ordens der Württembergischen Krone
- 1913 Kommenturkreuz I. Klasse des Friedrichsordens
- 1916 Wilhelmskreuz